# 内里奥·罗科
内里奥·罗科（義大利語：Nereo Rocco，1912年5月20日—1979年2月20日）是一名已逝世的前意大利足球运动员及主教练。他曾是意大利最成功的主教练之一，并在该国开创了链式防守的先河。